# 東本町 (太田市)
東本町（ひがしほんちょう）は、群馬県太田市にある地名（町丁）。郵便番号は373-0026。

## 概要
太田地区にある町丁。市内最大の駅、太田駅があり、市街地を構成している。南部には、南一番街が続いている。かつてはSUBARU群馬製作所本工場の敷地も東本町であったが、2001年（平成13年）10月1日にスバル町として分離された。

## 地理

### 東本町内の区
東本町（太田地区）の行政区の一覧。
| 地区     | 行政区       | 読み         | 区域 |
| -------- | ------------ | ------------ | ---- |
| 太田地区 |              |              |      |
| １丁目   | いっちょうめ | 東本町の一部 |      |
| ２丁目   | にちょうめ   | 東本町の一部 |      |
| 栄町     | さかえちょう | 東本町の一部 |      |

### 近隣町丁
- 金山町
- 本町
- 浜町
- 飯田町
- 新島町
- スバル町

## 世帯数と人口
2022年（令和4年）3月31日現在の世帯数と人口は以下の通りである。
| 町丁   | 世帯数  | 人口   |
| ------ | ------- | ------ |
| 東本町 | 890世帯 | 1690人 |

## 小・中学校の学区
市立小・中学校に通う場合、学区は以下の通りとなる。
| 番地                 | 小学校             | 中学校             |
| -------------------- | ------------------ | ------------------ |
| １丁目、２丁目、栄町 | 太田市立北の杜学園 | 太田市立北の杜学園 |

## 交通

### 鉄道
東武伊勢崎線、東武桐生線、東武小泉線が乗りいれる太田駅がある。

### 道路
- 群馬県道2号前橋館林線

## 施設

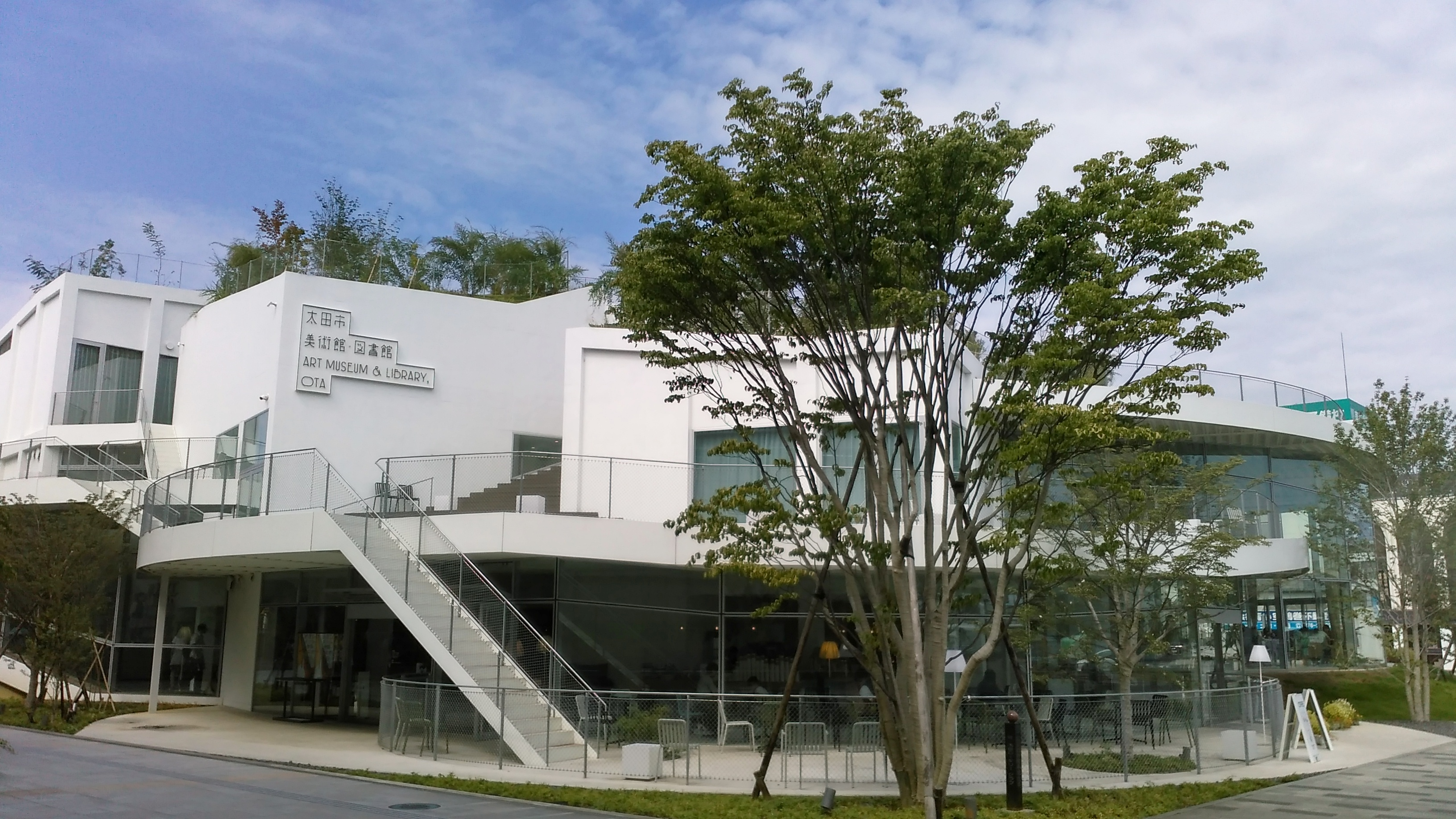
太田駅
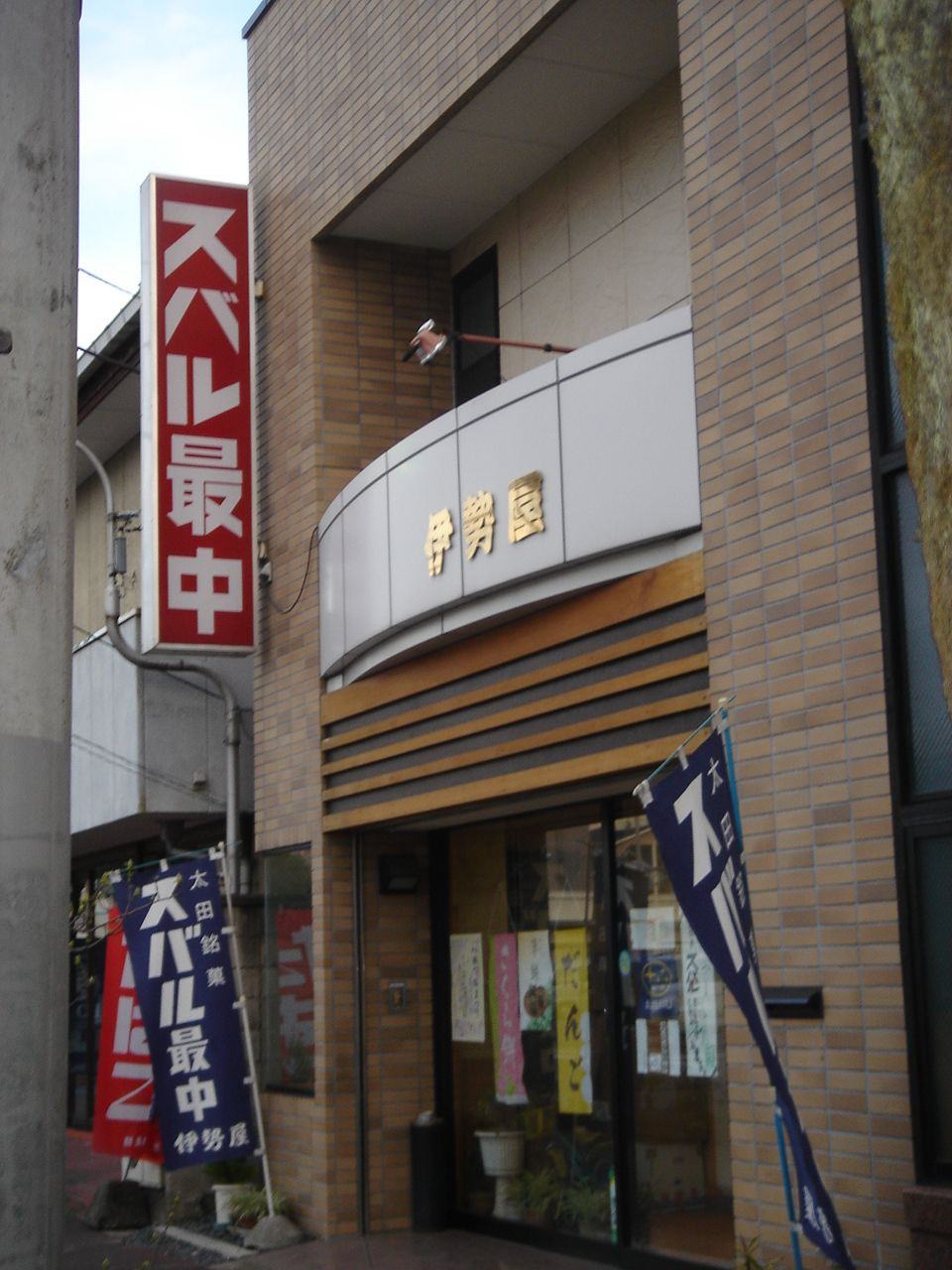
太田市美術館・図書館
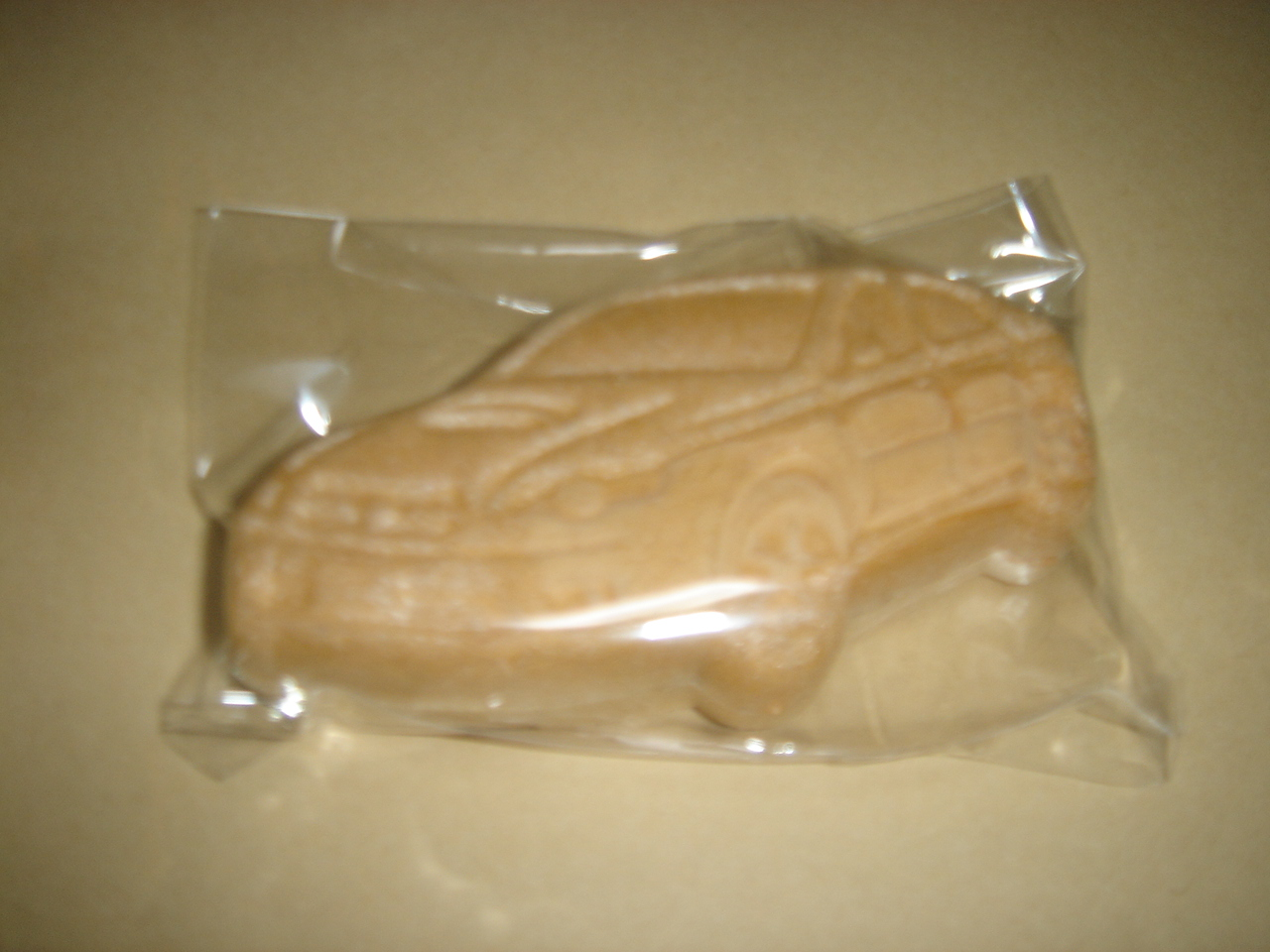
伊勢屋 - スバル最中

- 太田市美術館・図書館
- 伊勢屋
- スバル最中